# 中野純子
中野 純子（なかの じゅんこ、1967年（昭和42年）2月8日 - 2012年（平成24年）7月28日）は、日本の女性漫画家。兵庫県神戸市出身。

## 来歴
高校在学中の1984年（昭和59年）に「しーするう♥だありんぐ」が『月刊セブンティーン』（集英社）に掲載され漫画家としてデビュー。同年中に大学受験のため執筆活動を一時中断するが、大学合格後に執筆活動を再開する。
1986年（昭和61年）に『月刊セブンティーン』が休刊となり、『ヤングユー』（集英社）へと移籍。1988年（昭和63年）に大学を卒業し、以降漫画家専業となる。
1997年（平成9年）、ヤングジャンプ増刊『漫革』（集英社）に「神様だけが知っている」を掲載して青年誌へと活動の場を移し、翌年の1998年（平成10年）より『週刊ヤングジャンプ』で「B-SHOCK!」の連載を開始。2001年（平成13年）以降は、「ちさ×ポン」・「ヘタコイ」と月一連載の形で同誌での作品発表を続けた。
2011年（平成23年）に「ヘタコイ」の連載を終了し、翌年に同作の番外編となる「イロコイ」を短期集中連載。その後次作の構想を練っていたが、2012年（平成24年）7月28日に虚血性心疾患で急逝。45歳没。

## 作品リスト

### 漫画作品
- しーするう♥だありんぐ（『月刊セブンティーン』1984年3月大増刊号）
- 市川くんにはっぴいばーすでい（『月刊セブンティーン』）
- あぶのーまるえんじぇる（『月刊セブンティーン』1985年6月号）
- That's Michel!（『ヤングユー』1987年6月号 - ）
- IMOSEな関係（『ヤングユー』1988年4月号 - ）
- 盛春少年（『ヤングユー』1990年3月号 - ）
- 劇団ヒバリ（『ヤングユー』1990年9月号 - ）
- Fools'（『ヤングユー』1991年4月号 - 別冊ヤングユー'93 SPRING）
- 乙女アルバム（『ヤングユー』1992年10月号 - ）
- 僕のたからもの（『別冊ヤングユー』1994年 SPRING - ）
- アタシに愛を!（ヤングユー）
- 神様だけが知っている（『漫革』vol.12）
- B-SHOCK!【読切版】（『漫革』1998年6月5日号）連載版のプロトタイプで同単行本の4巻に収録。
- B-SHOCK!【連載版】（『週刊ヤングジャンプ』1997年52号 - 2000年4・5合併号）
- 夏の海で砂浜にふたりでしかも夜（『週刊ヤングジャンプ』2000年36号）「ちさ×ポン」第1話として同作の単行本に収録。
- 親の留守にオレの部屋で彼女とふたりきりで（『別冊ヤングジャンプ』2001年5/5号）「ちさ×ポン」第2話として同作の単行本に収録。
- じらして期待させて喜ばせて（『週刊ヤングジャンプ』2001年26号）「ちさ×ポン」第3話として同作の単行本に収録。
- ちさ×ポン（『週刊ヤングジャンプ』2001年48号 - 2006年4・5合併号）
- カタコイ（『漫革』vol.53）「ヘタコイ」の前日譚で同作の5巻に収録。
- ヘタコイ（『週刊ヤングジャンプ』2007年8号 - 2011年46号）
- イロコイ（『週刊ヤングジャンプ』2012年10号 - 2012年12号）「ヘタコイ」の番外編で同作の10巻に収録。
- Say，good-bye （短編集傑作選）全3巻

1. 「アタシに愛を!」「10月のヒロイン」「盛春少年No.1～4」「有千花」「Say，good-bye」
2. 「君を攫いたい」「乙女アルバムVol.1」
3. 「乙女アルバムVol.2～4」

### 単行本
いずれも集英社刊。
- 本一覧は各列でソートが行える。デフォルトでの表記は（第1巻の）発売順を原則とし、再出版については初出時のものとまとめた。
- 最左列は便宜上の通し番号であり、意味を持たない。他列でのソート後にデフォルト状態に戻すのに使用する。

|    | 書名                   | レーベル                   | 判型 | 巻 | 発売                                        | 備考                                                                        |
| -- | ---------------------- | -------------------------- | ---- | -- | ------------------------------------------- | --------------------------------------------------------------------------- |
| 1  | 毎度おひまのシンデレラ | セブンティーンコミックス   | 新書 | 1  | 1986年07月                                  | ISBN 4-08-854302-5                                                          |
| 2  | 花さか荘で抱きしめて   | セブンティーンコミックス   | 新書 | 1  | 1987年07月                                  | ISBN 4-08-854340-8                                                          |
| 3  | That's Michel!         | YOUNG YOUコミックス        | B6   | 1  | 1988年04月                                  | ISBN 4-08-864015-2                                                          |
| 4  | IMOSEな関係            | YOUNG YOUコミックス        | B6   | 2  | 1989年02月 1990年02月                       | ISBN 4-08-864027-6 ISBN 4-08-864047-0                                       |
| 5  | IMOSEな関係 【文庫版】 | 集英社特別企画文庫         | 文庫 | 1  | 1990年01月                                  | ISBN 4-08-785153-2                                                          |
| 6  | 草花迷宮               | YOUNG YOUコミックス        | B6   | 1  | 1990年07月                                  | ISBN 4-08-864057-8                                                          |
| 7  | 盛春少年               | YOUNG YOUコミックス        | B6   | 1  | 1990年12月                                  | ISBN 4-08-864066-7                                                          |
| 8  | 劇団ヒバリ             | YOUNG YOUコミックス        | B6   | 1  | 1991年05月                                  | ISBN 4-08-864078-0                                                          |
| 9  | Fools'                 | YOUNG YOUコミックス        | B6   | 3  | 1991年04月 - 1993年08月                     | ※詳細は作品記事を参照。                                                     |
| 10 | on the way home        | YOUNG YOUコミックス        | B6   | 1  | 1994年02月                                  | ISBN 4-08-864153-1                                                          |
| 11 | 僕のたからもの         | YOUNG YOUコミックス        | B6   | 4  | 1995年01月 1996年04月 1997年04月 1997年08月 | ISBN 4-08-864179-5 ISBN 4-08-864235-X ISBN 4-08-864291-0 ISBN 4-08-864315-1 |
| 12 | 乙女アルバム           | YOUNG YOUコミックス        | B6   | 1  | 1995年10月                                  | ISBN 4-08-864207-4                                                          |
| 13 | 君を攫いたい           | YOUNG YOUコミックス        | B6   | 1  | 1996年09月                                  | ISBN 4-08-864261-9                                                          |
| 14 | あたしに愛を!          | YOUNG YOUコミックス        | B6   | 1  | 1999年05月                                  | ISBN 4-08-864435-2                                                          |
| 15 | B-SHOCK!               | ヤングジャンプ・コミックス | B6   | 4  | 1999年04月 - 2000年02月                     | ※詳細は作品記事を参照。                                                     |
| 16 | ちさ×ポン              | ヤングジャンプ・コミックス | B6   | 8  | 2002年05月 - 2006年02月                     | ※詳細は作品記事を参照。                                                     |
| 17 | ちさ×ポン 【文庫版】   | 集英社文庫                 | 文庫 | 5  | 2009年12月 - 2010年03月                     | ※詳細は作品記事を参照。                                                     |
| 18 | ヘタコイ               | ヤングジャンプ・コミックス | B6   | 10 | 2007年10月 - 2012年04月                     | ※詳細は作品記事を参照。                                                     |